# Tilbeşar
La forteresse de Tilbeşar, appelée Turbessel par les croisés et Tell Bâchir par les Arabes (en arabe : tall bāšir, تل باشر), est un tell qui se situe entre les villages de Belören, Gündoğan et Yeniköy dans le district d'Oğuzeli de la province de Gaziantep en Turquie.
À 12 km au sud d'Oğuzeli et à 28 km au sud-est de Gaziantep, il est riche de nombreux sites archéologiques. Il est dans la vallée de la rivière Sajour, affluent de la rive droite de l'Euphrate, qu'elle rejoint en Syrie. La vallée est une route naturelle pour aller de la haute Mésopotamie vers le plateau anatolien, ce qui fait la valeur stratégique de la position de la forteresse.

## Histoire

### Antiquité et Haut Moyen-Âge
Le site de Tilbeşar se présente sous la forme d'une colline de 40 m) de hauteur au bord de la rivière Sajour. Il a été occupé dès le néolithique (VIe millénaire av. J.-C. et possède d'importants vestiges datant du chalcolithique (IVe millénaire av. J.-C.).
Pendant la période du bronze moyen, il se développe une ville au pied du tell, qui s'étend alors sur 56 ha (vers 2600 av. J.-C.). La ville est particulièrement prospère autour de 2400/2300 av. J.-C.. Le site connaît une première éclipse autour de 2300/2200 av. J.-C. et une autre en 2100/2000 av. J.-C., puis un renouveau en 1800 av. J.-C. pour être finalement abandonnée vers 1600 av. J.-C..
Après la conquête musulmane du Levant, le site est de nouveau habité à partir du VIIe – VIIIe siècle avec des traces de fortifications et une rue empierrée. Une inscription en syriaque fait connaître un bâtiment non conservé sans qu'on sache exactement si la forteresse appartenait aux Byzantins ou aux Hamdanides. 
Le 6 février 2023, la forteresse est en grande partie détruite par deux séismes.

### Turbessel
La ville reprend de l'importance pendant la période médiévale aux XIe et XIIe siècles. Sous le nom de Turbessel, la forteresse devient la résidence des comtes d’Edesse.
En 1097, pendant la première croisade, les forteresses de Ravendel et Turbessel ont une population en grande partie arménienne. Baudouin de Boulogne, frère de Godefroy de Bouillon, chasse les garnisons seldjoukides et donne ces villes en fief à deux chefs arméniens qui l'ont soutenu : Pakrad (qu'il dépossèdera peu après) à Ravendel et Fer à Turbessel. Il est appelé à Édesse par l’Arménien Thoros qui est menacé par les Seldjoukides. Baudouin de Boulogne répond à cet appel et se fait adopter comme successeur de Thoros. À la mort de Thoros, tué par une faction arménienne rivale, Baudouin est proclamé comte d'Édesse (1098).
En 1100, lors de la mort de Godefroy de Bouillon, Baudouin de Boulogne confie le comté d'Édesse à son cousin Baudouin du Bourg. Son cousin Josselin, de la maison de Courtenay, l'y rejoint en 1101 et se voit confier la seigneurie de Turbessel.
En octobre 1108, près de Turbessel, Tancrède d’Antioche, avec 1 500 chevaliers et fantassins francs, et 600 cavaliers turcs envoyés par Ridwan d'Alep affronte Baudouin du Bourg et les 2 000 hommes de Jawali, atabeg de Mossoul. Tancrède et Ridwan prennent l’avantage. Les hommes de Jawali se réfugient à Turbessel.
À partir de 1110, Mawdûd ibn Altûntâsh, atabeg de Mossoul, reprend l’offensive contre les Francs et attaque le comté d’Édesse : il ravage les campagnes, amenant la population rurale arménienne à se réfugier dans Edesse ou dans les montagnes de Commagène. Il tente d’assiéger successivement Édesse en avril-mai 1111 puis Turbessel en juillet 1111 mais doit lever le siège à chaque fois: à Turbessel, Josselin réussit une sortie qui surprend l'arrière garde de l'armée turque alors qu'elle fait retraite.
Le fief de Turbessel, à l'ouest de l'Euphrate, échappe aux razzia turques et reste une contrée d'agriculture prospère alors que le reste du comté d’Édesse est ruiné. Un jour de 1113, des messagers envoyés par Baudouin du Bourg au prince d’Antioche font étape à Turbessel. Là, Josselin leur fait valoir qu'ils n'ont plus rien à attendre de Baudouin, sans ressources, et leur propose de passer à son service. Apprenant la nouvelle, Baudouin entre dans une violente colère contre celui qu’il considère comme un ingrat. Ne voulant pas tenter de prendre d’assaut Turbessel, il feint d’être gravement malade et appelle Josselin à Édesse. Josselin, espérant la succession du comté, accourt, mais est jeté en prison dès son arrivée et doit renoncer à Turbessel. Cependant, les deux princes se réconcilient et, à la mort de Baudouin Ier, roi de Jérusalem, en 1118, Josselin contribue à faire élire Baudouin d’Édesse comme son successeur : en remerciement, celui-ci lui laisse en fief le comté d’Édesse.  
Le 28 novembre 1144, alors que le comte Josselin II d'Édesse s'est retiré à Turbessel, Zengi l'atabeg de Mossoul et d'Alep fait le siège d'Édesse qu'il prend fin décembre.
En 1146, Zengi meurt assassiné, son fils Nur ad-Din lui succède comme émir d'Alep. Josselin II tente de reconquérir Édesse, mais sans succès ; la population chrétienne de la ville est expulsée ou massacrée. Le comté d'Édesse est pratiquement réduit à Turbessel et aux localités à l'ouest de l'Euphrate.
En 1147, la deuxième croisade, menée par le roi de France Louis VII et par Conrad III de Hohenstaufen empereur germanique, débarque en Syrie. Au lieu d’attaquer Nur ad-Din, qui représente le vrai danger pour les états francs, les croisés préfèrent faire leur pèlerinage à Jérusalem puis tentent de prendre Damas, alors que son émir est un allié traditionnel des Francs. Cette maladresse renforce le sentiment antichrétien des Damascènes. Mu'in ad-Din Unur, résiste, fait appel à toutes les troupes damascènes et demande l’aide de Nur ad-Din qui arrive avec son armée. Pour éviter que Damas ne tombe sous le contrôle du Zengide, les croisés doivent lever le siège. Le sultan seldjoukide de Rum Mas`ûd Ier attaque et occupe le nord de ce qui reste du comté d’Édesse. Nur ad-Din assiège Turbessel mais l’arrivée de Baudouin III l’oblige à lever le siège. Le comte Josselin II est capturé peu après, le 4 mai 1150 en se rendant à Antioche, et Turbessel est de nouveau assiégée mais défendue avec acharnement par la comtesse Béatrice d’Édesse. Finalement, constatant ses limites à défendre la citadelle et avec l’accord du roi, elle cède ce qui reste du comté aux Byzantins mais ces derniers se révèlent incapable de défendre la ville et Hanas, un lieutenant de Nur ad-Din, la prend le 12 juillet 1151.